# Плаун булавовидный
Плаун булавови́дный (лат. Lycopódium clavátum) — наиболее широко распространённый вид споровых многолетних вечнозелёных растений рода Плаун семейства Плауновые (Lycopodiaceae).

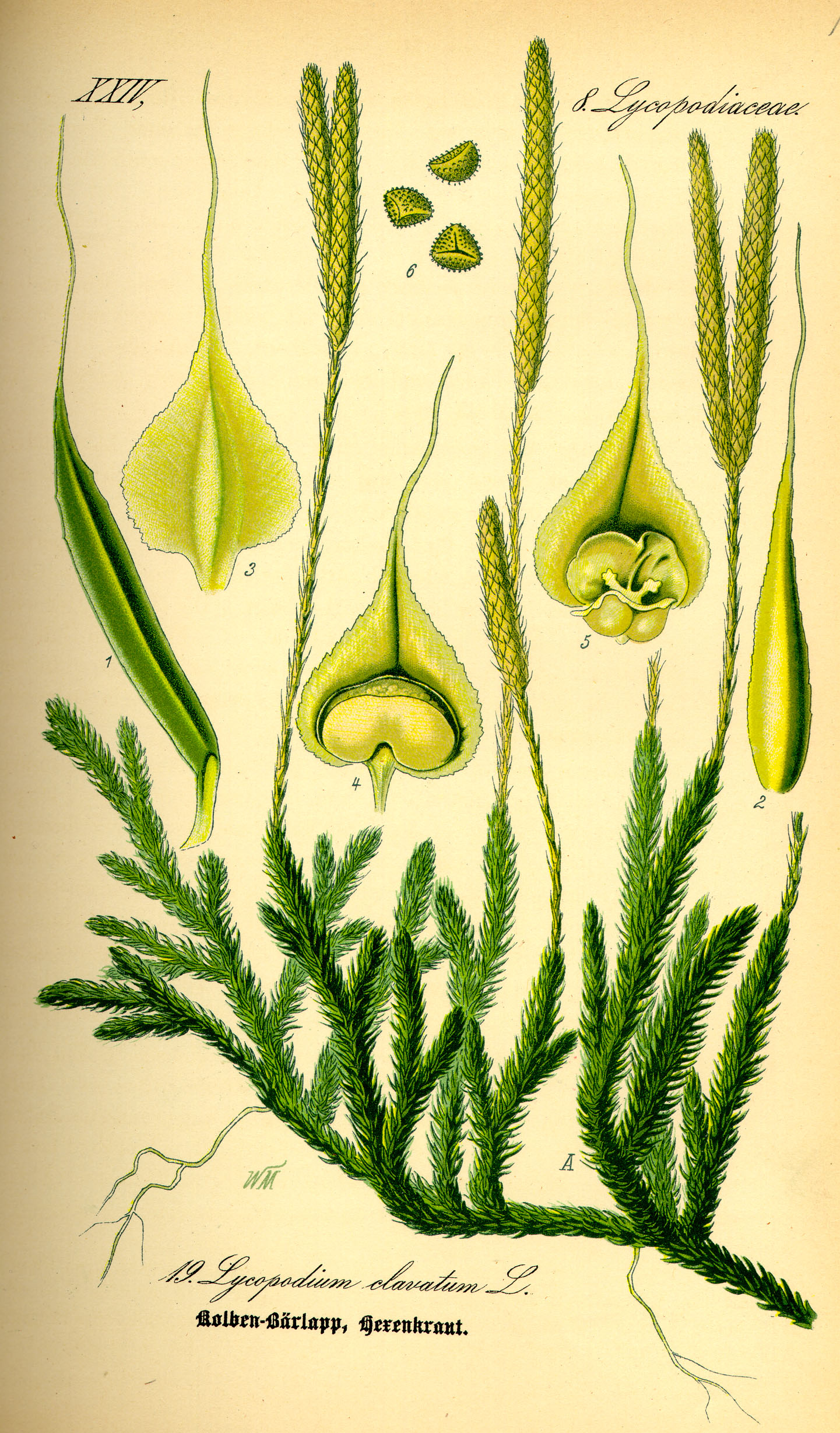

## Распространение и экология
Растение-космополит, встречается в лесной и лесотундровой зонах практически по всему миру, а также в горно-лесном и субальпийском поясах.
В России распространён в Арктике, европейской части (Карело-Мурманский, Двинско-Печорский, Ладожско-Ильменский, Нижне-Донской флористические районы), на Кавказе, в Западной и Восточной Сибири, на Дальнем Востоке.
Растение лесов, преимущественно хвойных, из которых предпочитает светлые сосняки, реже в смешанных и лиственных лесах.
К почвам безразличен, но чаще встречается на песках и горах.
В штатах Иллинойс, Айова и Кентукки (США) плаун булавовидный имеет охранный статус «в опасности» (англ. Endangered).

## Ботаническое описание
Растение высотой от 30 до 50 см с мелкими корешками и сильноветвящимися стелющимися стеблями длиной от 1 до 3 м.
Для всех плаунов характерно дихотомическое ветвление побегов. В случае равной дихотомии все побеги занимают вертикальное положение, а корни пучком располагаются у основания главного побега. При неравнодихотомическом ветвлении побеги подразделяются на стелющиеся и прямостоячие (отсюда на все виды распространяется название плаун-плывун).
Корни отходят от горизонтальных стеблей через небольшие промежутки, позволяя им расти вдоль почвы на большие расстояния, создавая иногда почти сплошной покров. От стелющихся побегов отходят боковые корни, живущие от двух до пяти лет. У формирующегося из зиготы молодого растения зачатки побега и корня возникают одновременно в результате дихотомирования точки роста зародыша. Образованию зародыша на гаметофите предшествует развитие крупной гаустории, которая смещает первый корень вбок, и лишь на этом основании некоторые авторы называют корни плаунов придаточными. В ходе онтогенеза новые корни возникают только из меристемы апекса побега; при её дихотомировании побег и корень возникают одновременно как зачатки двух равноценных органов.
Вертикальные ветви со спорофиллами, на высоте 5(10)—15(30) см над землёй, имеют меньше листьев, чем горизонтальные.
Листья 3—5 мм длиной и 0,7—1 мм шириной, со средней жилкой, линейные или линейно-ланцетные, косо вверх направленные, вытянутые в длинную белую волосовидную ость, густо покрывают стебли.
Спорангии собраны в спороносные колоски (стробилы) на верхушках стеблей. Колоски сидят на длинных прямостоячих одиночных облиственных ножках. У каждого растения по два — пять колосков. Споры многочисленные, в виде мельчайшего сыпучего бледно-жёлтого порошка, созревают в июне — августе.
Растение, на первый взгляд, может напоминать поросль хвойных деревьев.

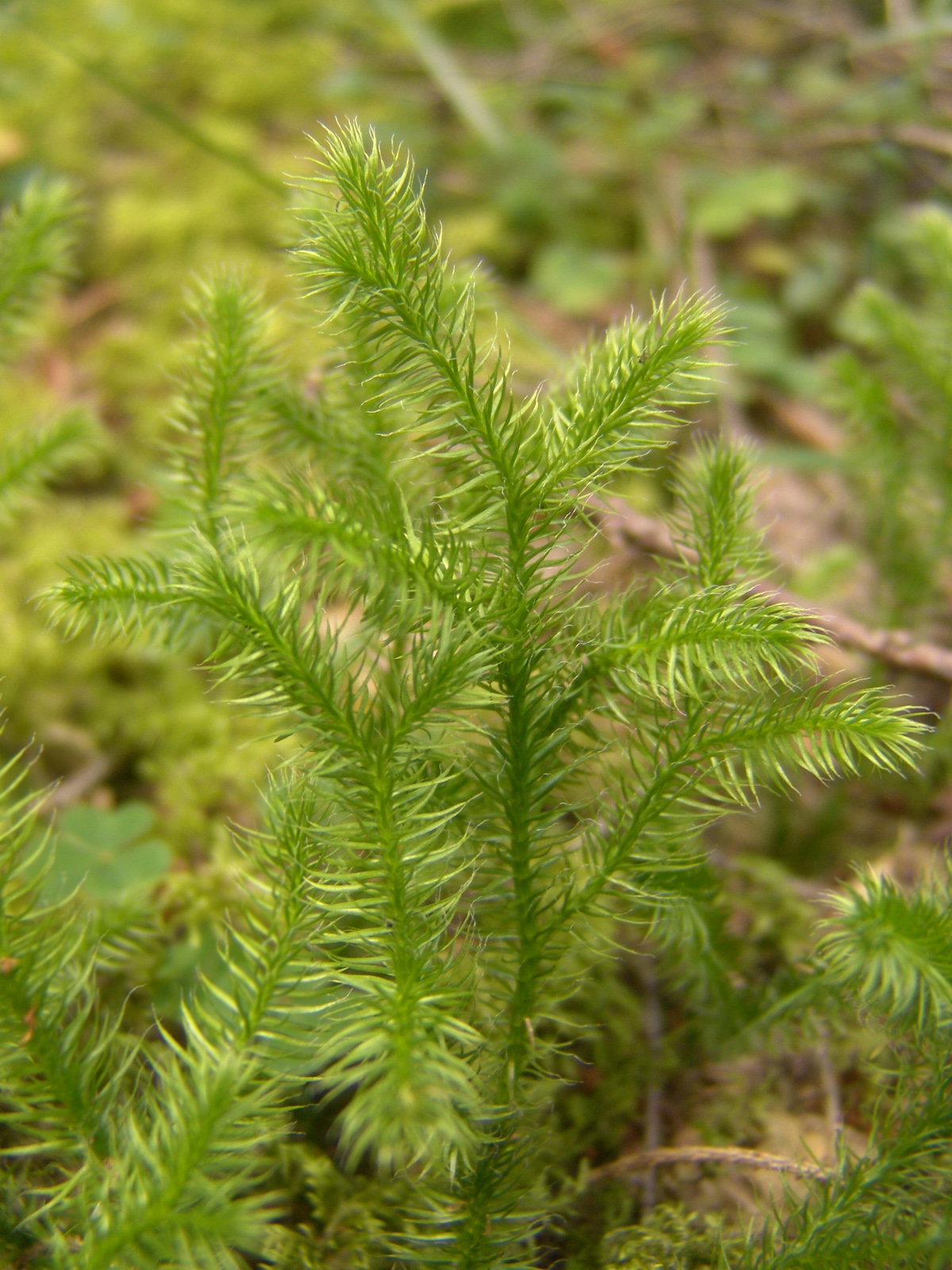

Размножается спорами и вегетативно, укоренением ползучих побегов.

### Химический состав
В растении содержатся углеводы (сахароза), тритерпеноиды, стероиды, алкалоиды (0,12 %, в том числе ликоподин, клаватоксин, никотин), флавоноиды. Побеги содержат каротиноиды, в том числе β-каротин и лютеин, тритерпеноиды. В листьях найдены флавоноиды. Споры содержат каротиноиды, фенолкарбоновые кислоты (дигидрокофейная, ванилиновая, феруловая) и их производные, жирное масло (40—50 %, в его составе кислоты: гексадеценовая, миристиновая, пальмитиновая, стеариновая, дигидроксистеариновая, азелаиновая; глицериды), липиды (4,06 %).

## Хозяйственное значение и применение
Споры плауна булавовидного, называемые ликоподием, применяют в качестве лекарственного сырья с теми же целями, что и у плауна годичного (Lycopodium annotinum). Собирают пожелтевшие колоски, осторожно срезая и не повреждая при этом корневой системы. Сушат колоски на воздухе, на бумаге или плотной ткани, затем споры отряхивают и отсеивают. Тепловая сушка не допускается. Урожайность спор в сосновых лесах — 0,2—1 г/м², урожайные годы повторяются через шесть — семь лет. Споры не смачиваются водой и не вызывают раздражения. Этими свойствами обусловлено их применение в качестве детской присыпки, при пролежнях, для обсыпки пилюль. В этом качестве, а также в составе комплексного препарата акофит (радикулин) для лечения радикулита споры были включены в Государственную фармакопею СССР 1—10-го изданий.
В стоматологии споры в разных формах (порошок, настой, присыпки, аппликации) применяют при пародонтозе.
Трава находит применение в гомеопатии и народной медицине — измельчённой в порошок ею присыпают раны, а настой из неё пьют при заболеваниях мочевого пузыря, печени, дыхательных путей, недержании мочи, болях в желудке, воспалительных процессах желудочно-кишечного тракта. Настой и отвар используют как седативное, анальгезирующее, спазмолитическое, при гидрофобии, противовоспалительное при ревматизме, невралгиях, диуретическое при странгурии, анурии, энурезе, цистите, мочекаменной болезни, спазмах мочевого пузыря, нефрите, женских болезнях, контрацептивное, родовспомогательное, нормализующее регулы, повышающее аппетит, при заболеваниях желудка, кишечника, диспепсии, гастрите, колите, диарее, метеоризме, гепатите, холестазе, холецистите, желчнокаменной болезни, заболеваниях селезёнки, нарушении обмена веществ, диатезе, потогонное, подагре, болезнях органов дыхания, гриппе, жаропонижающее, при артритах; наружно — при экземе, фурункулёзе, скрофулёзе, дерматомикозах, ранозаживляющее, при алопеции; ванны и примочки — при судорогах мышц конечностей. В гомеопатии споры используют при варикозном расширении вен, гипертонической болезни, ревматозном артрите, невралгии, в том числе черепно-мозгового нерва, головной боли, отите, геморрое, противовоспалительное, при гипофункции желудка, язвенной болезни желудка, диспепсии, желудочных коликах с тошнотой, метеоризме, печёночной недостаточности, циррозе печени, холелитазе, диуретическое — при болезнях мочевого пузыря, при нарушении обмена веществ, болезнях предстательной железы, пневмонии, бронхите, рахите, дерматопатии, скрофулёзе, сыпях, экземе, угрях, мозолях, бородавках, алопеции. Споры в народной медицине в виде отвара применяют как противовоспалительное, гемостатическое, противоревматическое, спазмолитическое, противосудорожное, анальгезирующее при невралгиях, зубной боли; диуретическое при остром цистите, мочекаменной болезни, дизурии, желчегонное при заболеваниях печени, гастрите, энтероколите, закрепляющее при диарее, обволакивающее, гигроскопическое, мягчительное, антисептическое, антигельминтное; наружно как детская присыпка, при опрелостях у взрослых, при псориазе, ранах, ожогах, рожистых воспалениях, мокнущих дерматозах, сыпях, чесотке, варикозных узлах, алопеции; в виде мази — при фурункулёзе, язвах.
В западноевропейских странах часто используют споры плауна и траву при атонии и камнях мочевого пузыря, заболеваниях печени, геморрое, диспепсиях. В Южной Африке — как спазмолитическое, диуретическое.
Большое значение споры плауна имеют в металлургии, где их используют для обсыпки форм при выплавке чугуна, особенно при фасонном литье.
Быстро внесённые в пламя, споры плауна сгорают со вспышкой, поэтому иногда их применяют в театральном деле, а также при изготовлении фейерверков и бенгальских огней. Раньше ими заменяли магний в фотографии.
Стеблями плауна булавовидного можно окрашивать ткани в синий цвет.
В китайской медицине трава входит в состав «моксы», используемой для прижиганий. В корейской медицине споры используют как анальгезирующее при ревматизме, невралгиях, параличах.
Нитрат ликоподина в эксперименте обладает противоалкогольным эффектом.
Стебли можно использовать как упаковочный материал.
В ветеринарии сухие листья употребляют как слабительное для лошадей, а споры местно как мягчительное, антисептическое, ранозаживляющее, гигроскопическое.
Инсектицид.
В оптике споры используются для исследования и демонстраций дифракционных явлений.

## Подвиды и разновидности
- Lycopodium clavatum subsp. clavatum
  - Lycopodium clavatum subsp. clavatum var. clavatum
  - Lycopodium clavatum subsp. clavatum var. aristatum
  - Lycopodium clavatum subsp. clavatum var. asiaticum
  - Lycopodium clavatum subsp. clavatum var. borbonicum
  - Lycopodium clavatum subsp. clavatum var. kiboanum
- Lycopodium clavatum subsp. contiguum
- Lycopodium clavatum subsp. monostachyon